# 廷努拉
廷努拉（義大利語：Tinnura），是意大利奥里斯塔诺省的一个市镇。总面积3.79平方公里，人口274人，人口密度72.3人/平方公里（2009年）。ISTAT代码为095088。